# Tatăl risipitor
Tatăl risipitor este un film românesc din 1974 regizat de Adrian Petringenaru. Rolurile principale au fost interpretate de actorii Toma Caragiu, Marga Barbu și Gheorghe Dinică. Este o adaptare a nuvelei „Oaie și ai săi” de Eugen Barbu.

## Rezumat
Vechea administrație și clasa înstărită dintr-un sat românesc de câmpie înfruntă schimbările politice anunțate în perioada 1944-1945 de „forțele democratice” și se opun reformei agrare.

## Distribuție
Distribuția filmului este alcătuită din:
- Toma Caragiu — Oaie ăl bătrân, țăran sărac din Piatra, capul unei familii
- Marga Barbu — Catinca Necșești, soția moșierului
- Gheorghe Dinică — Marin al lui Oaie, fiul cel mare al lui Oaie, cel care s-a întors invalid din război
- Vasile Nițulescu — Radu Necșești, moșierul din Piatra, colonel în rezervă
- Florin Zamfirescu — Zamfir al lui Oaie, fiul cel mic al lui Oaie, muncitor ceferist care s-a înscris în Partidul Comunist
- Ion Marinescu — plutonierul Neculce, șeful postului de jandarmi al comunei Piatra
- Radu Ițcuș — Lisandru al lui Oaie, fiul mijlociu al lui Oaie, cel care a fost trimis pe front (menționat Răducu Ițcuș)
- Leopoldina Bălănuță — Constanța Oaie, țărancă, soția bătrânului Oaie
- Carmen-Maria Strujac — Sabina, fată orfană crescută de zlătari, iubita lui Zamfir
- Mircea Albulescu — Cornel, muncitor ceferist, secretarul organizației de bază a Partidului Comunist
- Octavian Cotescu — maiorul Boilă, comandantul detașamentului județean de jandarmi
- Colea Răutu — Voicu, vechilul moșiei Necșești
- Ștefan Mihăilescu-Brăila — primarul comunei Piatra
- Constantin Guriță — Bușulică, țăran din Piatra care lucrează ca muncitor ceferist și s-a înscris în Partidul Comunist
- Mihai Mereuță — Boancă, țăran din Piatra care s-a înscris în Partidul Comunist
- Ion Siminie — Furdui, țăran din Piatra care lucrează ca muncitor ceferist și s-a înscris în Partidul Comunist
- Mircea Bașta — maiorul Calomfirescu, comandantul unității militare dislocate în comuna Piatra, amantul Catincăi Necșești
- Yanis Veakis — Gherghe, judecătorul invitat permanent la conacul moșierului Necșești (menționat Ianis Veakis)
- Nae Ștefănescu — preotul satului Piatra
- Ștefan Moisescu — morarul din Piatra
- Flavia Buref — morărița
- Ion Porsilă — Pârlivie, gestionarul cârciumii de la gară
- Eugenia Maci — Maria, slujnica moșierului
- Savel Știopul — țigan zlătar
- Teodor Pîcă — Vasile Călălău, starostele șatrei de țigani zlătari
- Florin Pucă — țigan zlătar
- Ion Anghel — mecanicul de locomotivă al trenului cu moldoveni
- Ion Punea
- Pitt Popescu
- Constantin Lungeanu
- Dorin Sireteanu
- Gheorghe Novac
- Radu Bădilă
- Nicolae Constantinescu
- Mihai Gheorghiu
- Gheorghe Iosif
- Carmen Călinescu

## Primire
Filmul a fost vizionat de 1.590.540 de spectatori în cinematografele din România, după cum atestă o situație a numărului de spectatori înregistrat de filmele românești de la data premierei și până la data de 31 decembrie 2014 alcătuită de Centrul Național al Cinematografiei.